# Eparquía de Luxor
La eparquía de Luxor o de Tebas (en latín: Eparchia Thebana y en árabe: ابرشية الأقصر‎) es una circunscripción eclesiástica de la Iglesia católica en Egipto. Se trata de una eparquía copta, sufragánea del patriarcado de Alejandría de los coptos católicos. Desde el 16 de abril de 2016 su eparca es Emmanuel (Khaled Ayad) Bishay.

## Territorio y organización
La eparquía extiende su jurisdicción sobre los fieles católicos de rito alejandrino copto residentes en las gobernaciones de Luxor, Quena, Asuán y Mar Rojo, con los límites que tenían antes de los cambios territoriales de 2014 y luego del ajuste de los límites de la eparquía de Asiut para hacerlos corresponder con los civiles. El 1 de septiembre de 2018 en la declaración final del Sínodo Patriarcal de la Iglesia copta católica se confirmó que la eparquía comprende las 4 gobernaciones. La jurisdicción inicial de la eparquía fue entre el paralelo que pasa inmediatamente al sur de Saqiyat Moussa (aprox. 27.52° N) y el de 22° N, y entre el mar Rojo y el desierto de Libia.
La sede de la eparquía se encuentra en la ciudad de Luxor (llamada antiguamente Tebas), en donde se halla la Catedral de San Jorge, que fue destruida en un incendio en 2016. Desde entonces funciona como catedral la iglesia de San Carlos Borromeo. Previamente la sede de la eparquía se encontraba en Tahta y luego en Suhag.
En 2023 en la eparquía existían 18 parroquias:
- San José, en Hurghada
- Santa Familia, en Farshūṭ
- Nuestra Señora de Lourdes, en Naj' Ḥammādī
- Santa Familia, en Quena
- Reino de los Ángeles, en El Tawirat (Quena)
- San Antonio de Padua, en Naqādah
- San José y la Santa Familia, en Garragos (Kouss)
- San Jorge, en Hagaza Kabli (Kouss)
- San Borromeo (en el obispado), en Luxor
- Santa Familia, en Luxor
- San Jorge, en Luxor
- San Borromeo, en Luxor
- San Miguel Arcángel, en Nagaa el-Syagh (Luxor)
- San Antonio de Padua, en Armant el Heit
- San Jorge, en Armant el Wabourat
- San Miguel Arcángel, en El Rayaniya
- San Francisco de Asís, en El Rézégat Bahari (Armant)
- Santa Familia, en Isnā
- Asunción de la Virgen, en Kom Ombo
- San José, en Darau
- Santa Virgen, en Asuán

## Historia
La eparquía fue erigida el 26 de noviembre de 1895 mediante la bula Christi Domini del papa León XIII, en ocasión de la institución del patriarcado de Alejandría de los coptos católicos.

Dioecesis Thebana, in Aegyptum superiorem porrecta, circumscribitur ad aquilonem Hermopolitana; ad orientem, sinu Arabico; ad austrum, vigesimo secundo gradu latitudinis borealis; ad occasum, deserto Libyco.

El 10 de agosto de 1947 cedió una porción de su territorio para la erección de la eparquía de Asiut mediante la bula Ex Petri Cathedra del papa Pío XII.
El 13 de septiembre de 1981 cedió otra porción de su territorio para la erección de la eparquía de Suhag mediante decreto del Santo Sínodo de la Iglesia católica copta:

Primero: Dividir la diócesis de Tebas en dos diócesis:
A. La diócesis de Luxor, que incluye las actuales gobernaciones de Asuán y Quena, se extiende desde la frontera sur de Egipto con Sudán en el sur hasta la ciudad de Abū Ṭisht en el norte. La sede de la diócesis será la ciudad de Luxor, y su obispo seguirá siendo anba Andreas Ghattas.
B. Diócesis de Suhag, que incluye la gobernación de Suhag, extendiéndose desde la ciudad de Abu Shusha en el sur hasta Ṭimā en el norte.

El 21 de abril de 2016 un incendio destruyó la Catedral de San Jorge. El 27 de febrero de 2019 el cardenal Leonardo Sandri, prefecto de la Congregación para las Iglesias Orientales, puso la primera piedra para la construcción de la nueva catedral.

## Estadísticas
Según el Anuario Pontificio 2024 la eparquía tenía a fines de 2023 un total de 22 600 fieles bautizados.
| Año                                                                             | Población            | Población | Población      | Sacerdotes | Sacerdotes    | Sacerdotes    | Bautizados por sacerdote | Diáconos permanentes | Religiosos | Religiosos | Parroquias |
| Año                                                                             | Bautizados católicos | Total     | % de católicos | Total      | Clero secular | Clero regular | Bautizados por sacerdote | Diáconos permanentes | Varones    | Mujeres    | Parroquias |
| ------------------------------------------------------------------------------- | -------------------- | --------- | -------------- | ---------- | ------------- | ------------- | ------------------------ | -------------------- | ---------- | ---------- | ---------- |
| 1950                                                                            | 13 000               | ?         | ?              | 30         | 15            | 15            | 433                      |                      |            |            | 35         |
| 1969                                                                            | 20 000               | 3 500 000 | 0.6            | 39         | 29            | 10            | 512                      |                      | 12         | 145        | 40         |
| 1980                                                                            | 25 000               | ?         | ?              | 41         | 27            | 14            | 609                      |                      | 16         | 165        | 51         |
| 1990                                                                            | 21 000               | ?         | ?              | 21         | 7             | 14            | 1000                     |                      | 16         | 90         | 21         |
| 1999                                                                            | 17 543               | ?         | ?              | 21         | 8             | 13            | 835                      |                      | 17         | 76         | 22         |
| 2000                                                                            | 17 550               | ?         | ?              | 23         | 9             | 14            | 763                      |                      | 17         | 75         | 22         |
| 2001                                                                            | 17 600               | ?         | ?              | 24         | 10            | 14            | 733                      |                      | 18         | 76         | 22         |
| 2002                                                                            | 18 000               | ?         | ?              | 20         | 7             | 13            | 900                      |                      | 17         | 69         | 22         |
| 2003                                                                            | 18 000               | ?         | ?              | 23         | 8             | 15            | 782                      |                      | 20         | 74         | 23         |
| 2004                                                                            | 18 000               | ?         | ?              | 23         | 8             | 15            | 782                      |                      | 19         | 75         | 21         |
| 2009                                                                            | 18 600               | ?         | ?              | 24         | 9             | 15            | 775                      |                      | 15         | 66         | 21         |
| 2013                                                                            | 18 500               | ?         | ?              | 26         | 9             | 17            | 711                      | 2                    | 22         | 67         | 21         |
| 2016                                                                            | 18 750               | ?         | ?              | 32         | 10            | 22            | 585                      | 3                    | 26         | 63         | 21         |
| 2019                                                                            | 13 500               |           |                | 28         | 8             | 20            | 482                      |                      | 22         | 53         | 18         |
| 2021                                                                            | 21 500               | ?         | ?              | 29         | 9             | 20            | 741                      |                      | 23         | 58         | 22         |
| 2023                                                                            | 22 600               |           |                | 36         | 20            | 16            | 627                      |                      | 17         | 70         | 18         |
| Fuente: Catholic-Hierarchy, que a su vez toma los datos del Anuario Pontificio. |                      |           |                |            |               |               |                          |                      |            |            |            |

## Episcopologio
- Ignazio Gladès Berzi † (6 de marzo de 1896-29 de enero de 1925 falleció)
- Markos Khouzam † (10 de agosto de 1926-10 de agosto de 1947 nombrado patriarca de Alejandría)
- Isaac Ghattas † (21 de junio de 1949-8 de mayo de 1967 nombrado arzobispo a título personal de Menia)
- Andraos Ghattas, C.M. † (8 de mayo de 1967-9 de junio de 1986 nombrado patriarca de Alejandría)
- Aghnatios Elias Yaacoub, S.J. † (15 de julio de 1986-12 de marzo de 1994 falleció)
- Youhannes Ezzat Zakaria Badir † (23 de junio de 1994-27 de diciembre de 2015 falleció)
- Emmanuel (Khaled Ayad) Bishay, desde el 16 de abril de 2016